# Cape Charles
Cape Charles – miasto w Stanach Zjednoczonych, w stanie Wirginia, w hrabstwie Northampton.